# 上田石

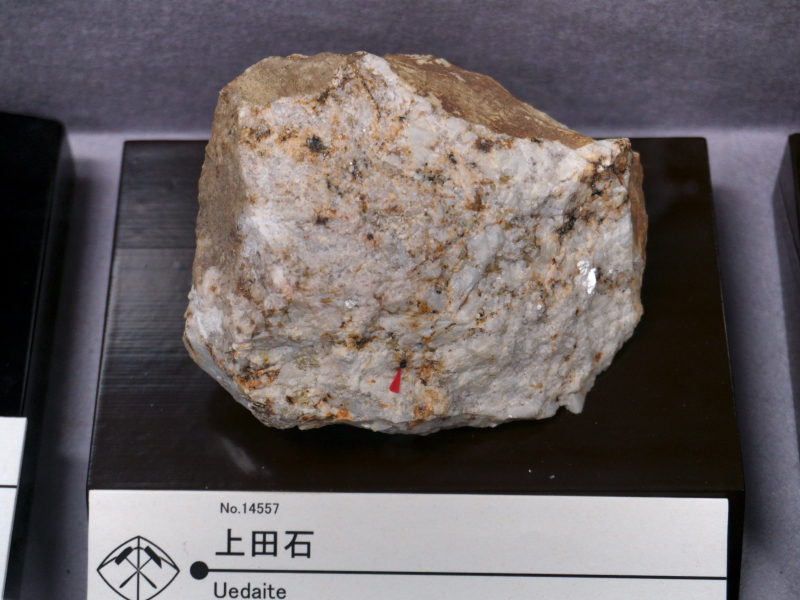
上田石（秋田大学附属鉱業博物館所蔵）

上田石（うえだせき、 Uedaite-(Ce)）は、2008年に発表された日本産新鉱物で、国立科学博物館の鉱物学者宮脇律郎などにより、香川県小豆島の花崗岩中に発見された。現在は主要元素がセリウムのもののみ記載されているため、「セリウム上田石」とも呼ばれる。
化学組成は{Mn2+,Ce}{Al2Fe2+}(Si2O7)(SiO4)O(OH)で、単斜晶系。緑簾石グループの褐簾石のグループに属する。京都大学の結晶学者で、褐簾石の構造決定を行った上田健夫の業績を称えて命名された。
上田石のマンガン二価イオンがカルシウムに置換するとセリウム褐簾石となる。